# Scooby Dooby Doo
Scooby Dooby Doo — студійний альбом американського блюзового музиканта Чемпіона Джека Дюпрі, випущений в 1969 році лейблом Blue Horizon. У США альбом вийшов під назвою Blues Masters, Vol. 10 і став 10-м випуском серії Blues Masters.

## Опис
Альбом був записаний 3–4 лютого 1969 року в Лондоні інженером Майком «Альбертом» Россом. У записі альбому взяв участь гітарист Мік Тейлор, який через декілька тижнів приєднався до гурту The Rolling Stones.
На головній фотографії обкладинки зображено Дюпрі у костюмі блазня. На зворотній стороні обкладинки — фотографія Дюпрі зі своєю донькою Джорджаною.
У США альбом вийшов під назвою Blues Masters, Vol. 10 і став 10-м випуском серії Blues Masters. У 1969 році «I Want to Be a Hippy»/«Going Back to Louisiana» вийшли на синглі (Blue Horizon 57-3158).

## Список композицій
1. «I Want to Be a Hippy» — 4:25
2. «Grandma (You're a Bit Too Slow)» — 3:10
3. «Puff Puff» — 2:00
4. «Blues Before Sunrise» (Лерой Карр) — 3:20
5. «I'l Try» — 4:25
6. «Going Back to Louisiana» — 3:20
7. «Ain't That a Shame» (Дейв, Бартоломью, Фетс Доміно) — 3:30
8. «Stumbling Block» (Чемпіон Джек Дюпрі) — 2:40
9. «Old and Grey» — 4:30
10. «Who Threw the Whiskey in Well» — 2:15
11. «Postman Blues» — 2:50
12. «Lawdy, Lawdy» — 2:35

## Учасники запису
- Чемпіон Джек Дюпрі — вокал, фортепіано, ударні (3)
- Мік Тейлор — гітара, гавайська гітара
- Річард Стадт, Редж Коул, Баррі Вайлд, Пітер Оксер — скрипка
- Террі Нунен, Бад Паркс — труба, флюгельгорн
- Алад Скідмор, Лес Вігфілс — тенор-саксофон
- Джим Честер — баритон-саксофон
- Воллес Трінг [=Гері Тейн] — бас-гітара
- Едуардо Гівесано [=Алекс Дмоховскі] — бас-гітара
- Майк Вернон — перкусія
- Гарріс Данді — ударні
- Біг Чіф Драмстік [=Кіф Гартлі] — ударні, перкусія

Технічний персонал
- Майк Вернон — продюсер
- Майк «Альберт» Росс — інженер звукозапису
- Террі Нунен — музичний директор, аранжування
- Терренс Ібботт — фотографія і дизайн обкладинки